# یواس‌اس ال‌اس‌تی-۲۸۸
یواس‌اس ال‌اس‌تی-۲۸۸ (به انگلیسی: USS LST-288) یک کشتی بود که طول آن ۳۲۸ فوت (۱۰۰ متر) بود. این کشتی در سال ۱۹۴۳ ساخته شد.